# Esztergom
Esztergom (En llatí s'anomena Strigonium, en eslovac Ostrihom, en hongarès Esztergom, en turc Estergon, i en alemany Gran) és una ciutat d'Hongria, antiga capital del país fins a 1241. Està situada a la vora del Danubi, al Nord-est de la província de Komárom-Esztergom, a uns 50 km al nord de Budapest. El terme municipal ocupa 100,35 km². Té una població de poc més de 30.000 habitants.

## Història
La regió fou habitada fa vint mil anys, vers el 350 aC s'hi van establir els pobles indoeuropeus anomenats celtes i van tenir centre a Várhegy fins a la conquesta romana. Sota el seu domini fou construïda una fortalesa de frontera a Panònia anomenada Solva. Caigut l'imperi hi van passar pobles germànics i els àvars.
La ciutat és d'origen franc.
El castell d'Esztergom fou després del 950 (quan s'hi va establir Géza I) la residència dels reis d'Hongria de la casa d'Árpád des del segle x. Entre els seus murs van néixer el rei Sant Esteve (fill de Géza) vers el 970, i Violant d'Hongria. El 973 el rei hongarès va enviar una delegació a la conferència de pau promoguda per l'emperador Otó I a Quedlinburg i va demanar missioners per al seu país. Fou també la seu episcopal principal, capçalera dels seu bisbes establerts per Sant Esteve I. Durant el segle xi es va reforçar el castell de la ciutat. El 1147 fou seu de la trobada entre Géza II i l'emperador Conrat II, i més tard de la trobada entre Bela III i l'emperador Frederic Barba-roja. Vers el 1200 era una ciutat de domini episcopal exclusiu; els alemanys l'anomenaven Österheim.
Durant la invasió mongola de 1241 el castell, igual que la ciutat, foren devastats i després reconstruïts sota patronatge episcopal (els reis s'havien traslladat a Visegrád i després a Buda). El 1304 fou ocupada temporalment pel rei de Bohèmia Wenceslau II i va destruir un altre cop el castell, que en els següents anys fou possessió de diversos feudataris com Robert Karoly. El 1372 el suburbi de Kovácsi va quedar unit a la vila. Al segle XIV i XV tot i no ser la capital, s'hi van fer corts diverses vegades de manera similar a Buda i Visegrád. La reina Beatriu d'Aragó (vídua del rei Maties) va viure al castell del 1490 al 1500. L'arquebisbe Tamás Bakócz (†l521) la va dotar d'importants moments. El 1526 els turcs van conquerir Mohács, i entre aquest any i 1543, amb dos reis disputant el tron hongarès, la ciutat fou assetjada sis vegades per Ferran I o per Joan Zapolya o pels turcs. El 1530 la va ocupar Ferran que va enviar els arquebisbes a Nagyszombat i Pozsony i va encarregar la defensa a mercenaris.
L'ocupació turca (el 1543 després de dues setmanes de setge) fou per protegir Buda conquerida el 1541. Es va dir Estergon i fou erigida immediatament en sandjak amb 30 pobles de la riba dreta del Danubi, però després s'hi van afegir territoris a la riba esquerra del Danubi. El contraatac imperial de 1594 va fracassar. Però el 1595, assetjada la ciutat pels imperials dirigits per Nicolau Pálffy àlies Miklós (Miklosh pels turcs), els defensors van acabar les provisions i es van amotinar i es van rendir. El gran visir Lala Mehmed Pasha la va reconquerir el 1605 per capitulació. El 1663 Esztergom va ser incorporada al beglerbeglik d'Ujvar (hongarès Ujvár, alemany Neuhaüsel) creat aquell mateix any quan aquesta ciutat fou conquerida. Va romandre otomana fins al 1683 any en què va passar als imperials com a resultat d'un tractat, i recuperà el nom de Gran.
L'expulsió dels turcs inicià un nou creixement de la ciutat amb emigrants hongaresos, eslovacs i alemanys; dels 65 pobles hongaresos de la zona només 22 foren reconstruïts. Esztergom va començar a prosperar, sense retornar a la seva antiga grandesa. Va retornar a ser la seu principal de l'església catòlica hongaresa i l'arquebisbe va recuperar el castell el 1761. La catedral actual fou construïda (1820) sobre les restes dels edificis medievals, destruïts pels mongols i pels turcs. El tractat de Trianon (1920) al final de la I Guerra Mundial, la va convertir en ciutat de frontera amb pèrdua de part del seu territori d'influència. Va tenir una nombrosa comunitat jueva i al cens del 1910 el 5% de la població era jueu. Els jueus foren perseguits a la Segona Guerra Mundial; els seus comerços foren tancats el 28 d'abril de 1944 i el gueto es va obrir l'11 de maig; les botigues de jueus foren donades a no jueus el 9 de juny; els jueus foren deportats primer a Komáron i després a Auschwitz el 16 de juny; la majoria van morir abans de l'alliberament el 1945. Esztergom fou ocupada pels soviètics el 26 de desembre de 1944, però els alemanys la van reconquerir el 6 de gener de 1945; finalment els soviètics van retornar el 21 de març de 1945.
A partir dels anys 1930 les campanyes arqueològiques al castell han aconseguit recuperar-ne una petita part. Les circumstàncies històriques han conferit a Esztergom una importància simbòlica de primer ordre en l'imaginari nacional hongarès. Sota el règim comunista la ciutat va esdevenir un centre industrial.

## Demografia
| Any  | Població |
| ---- | -------- |
| 1000 | 10 000   |
| 1242 | 12 000   |
| 1701 | 2 000    |
| 1756 | 4 342    |
| 1820 | 10 169   |
| 1824 | 11 157   |
| 1850 | 11 661   |
| 1867 | 11 215   |
| 1869 | 14 512   |

| Any   | Població |
| ----- | -------- |
| 1880  | 14 944   |
| 1890  | 16 749   |
| 1893¹ | 15 749   |
| 1900  | 16 948   |
| 1910  | 17 881   |
| 1920  | 16 040   |
| 1930  | 17 354   |
| 1943  | 22 170   |
| 1949  | 20 040   |

| Anys | Població |
| ---- | -------- |
| 1957 | 34 000   |
| 1967 | 26 000   |
| 1980 | 30 870   |
| 1990 | 28 730   |
| 2001 | 29 041   |
| 2009 | 30 928   |

## Agermanaments
- Espoo, Finlàndia, 1974
- Štúrovo, Eslovàquia, 1991
- Bamberg, Alemanya, 1992
- Cambrai, França, 1992
- Ehingen, Alemanya, 1992
- Maintal, Alemanya, 1993
- Gniezno, Polònia, 1994
- Mariazell, Àustria, 2002
- Canterbury, Regne Unit, 2004

Ciutat amiga
- Szekszárd, Hongria 2007

## Galeria

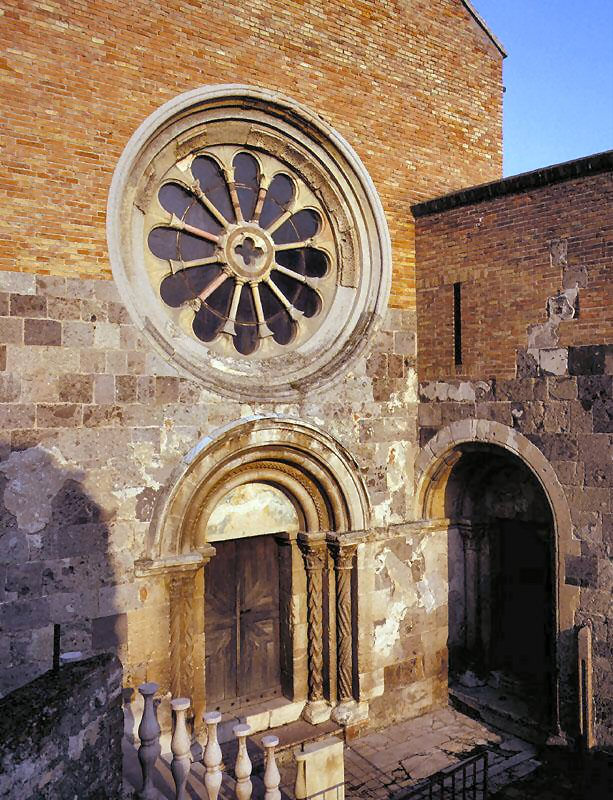
Catell
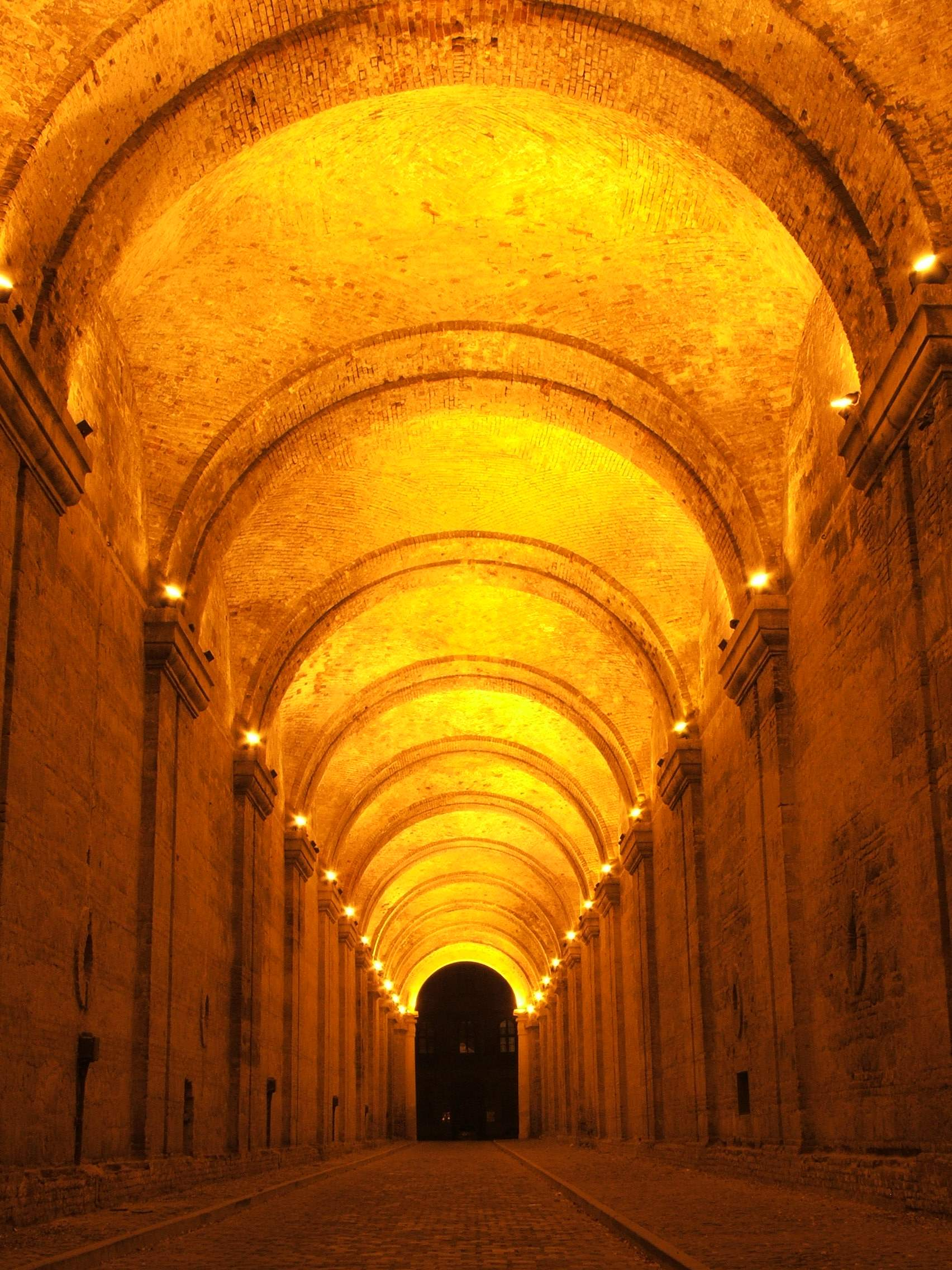
Porta fosca
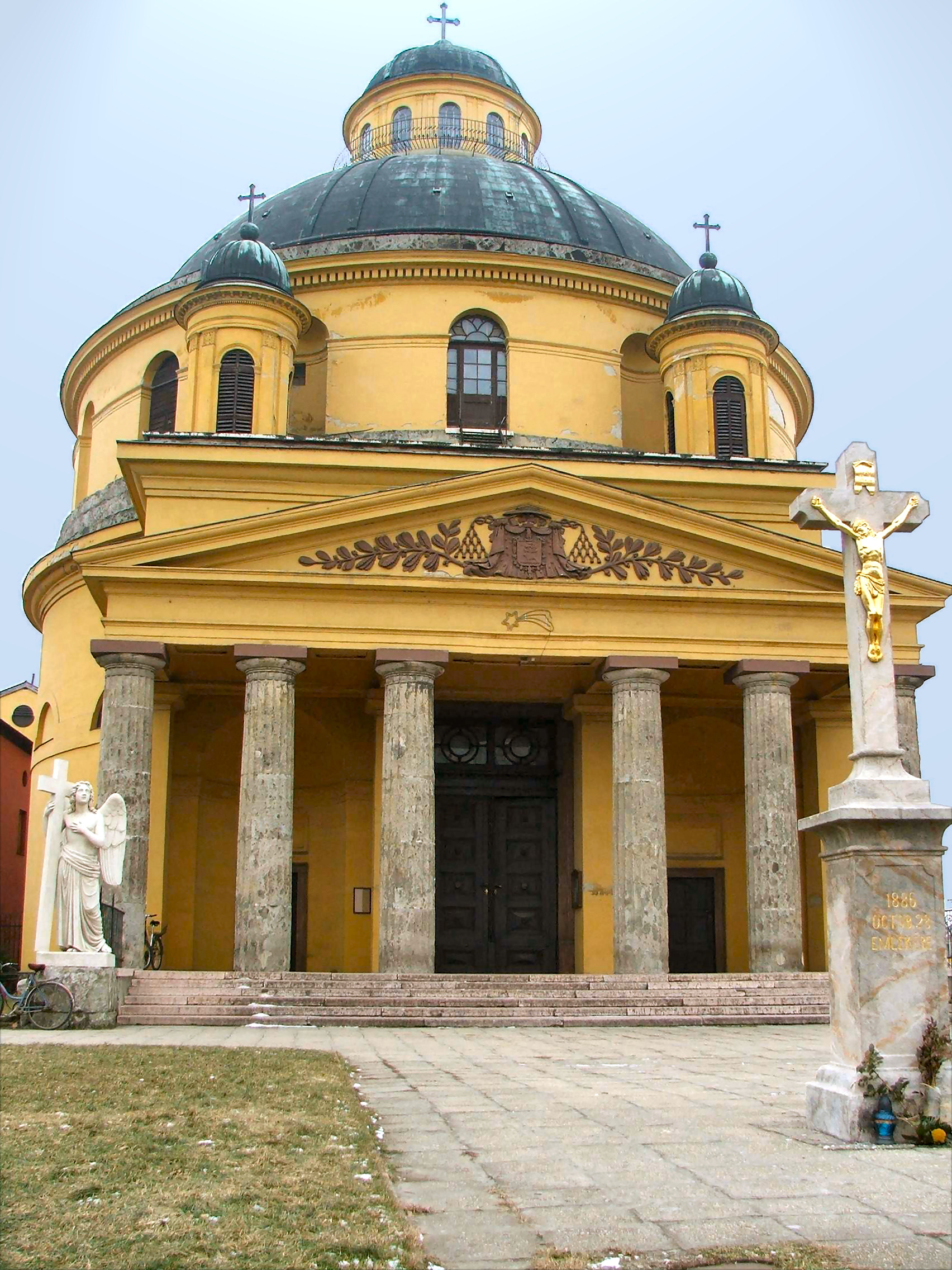
Església rodona
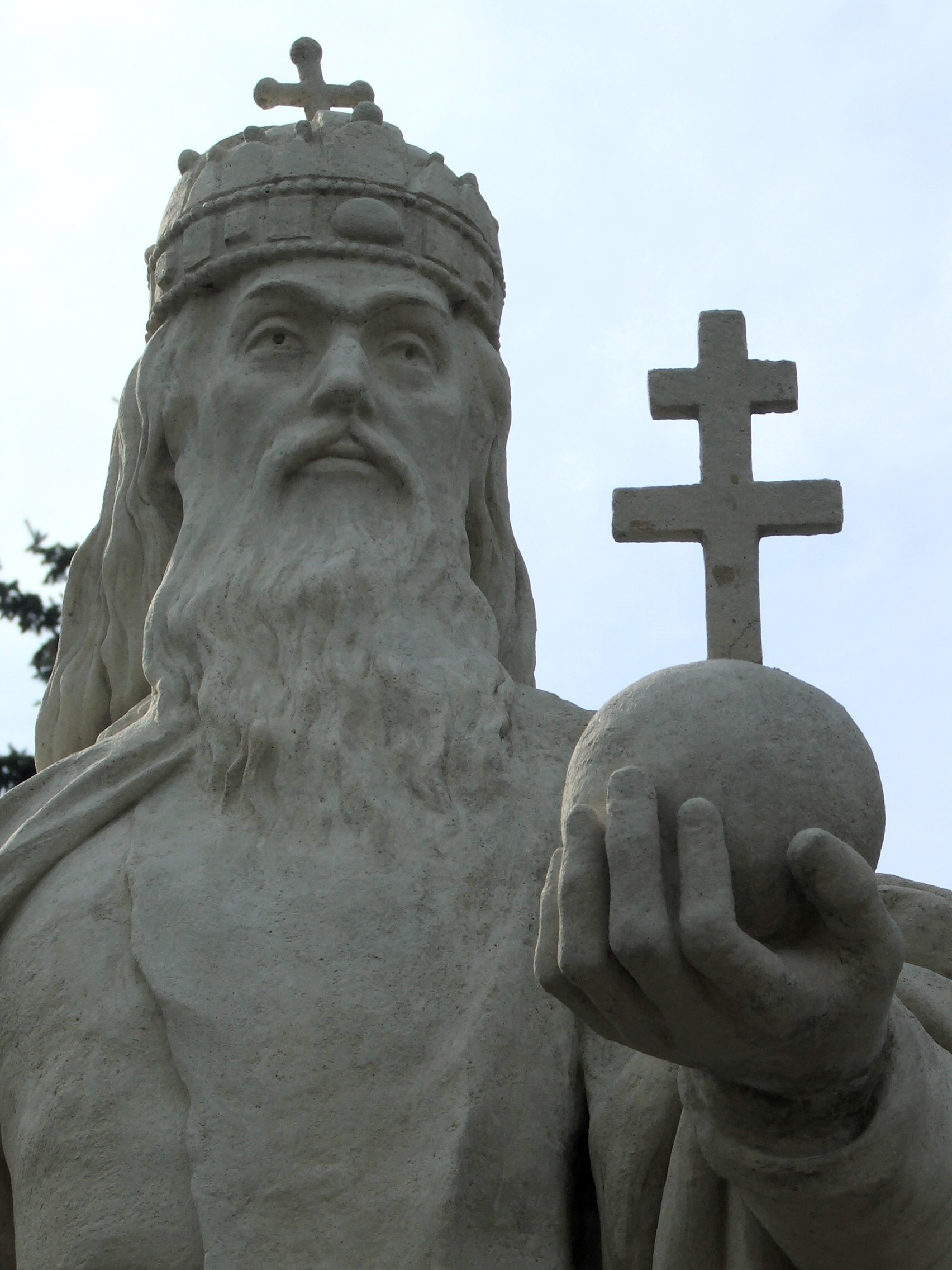
Estàtua de Sant Esteve a la plaça Széchenyi
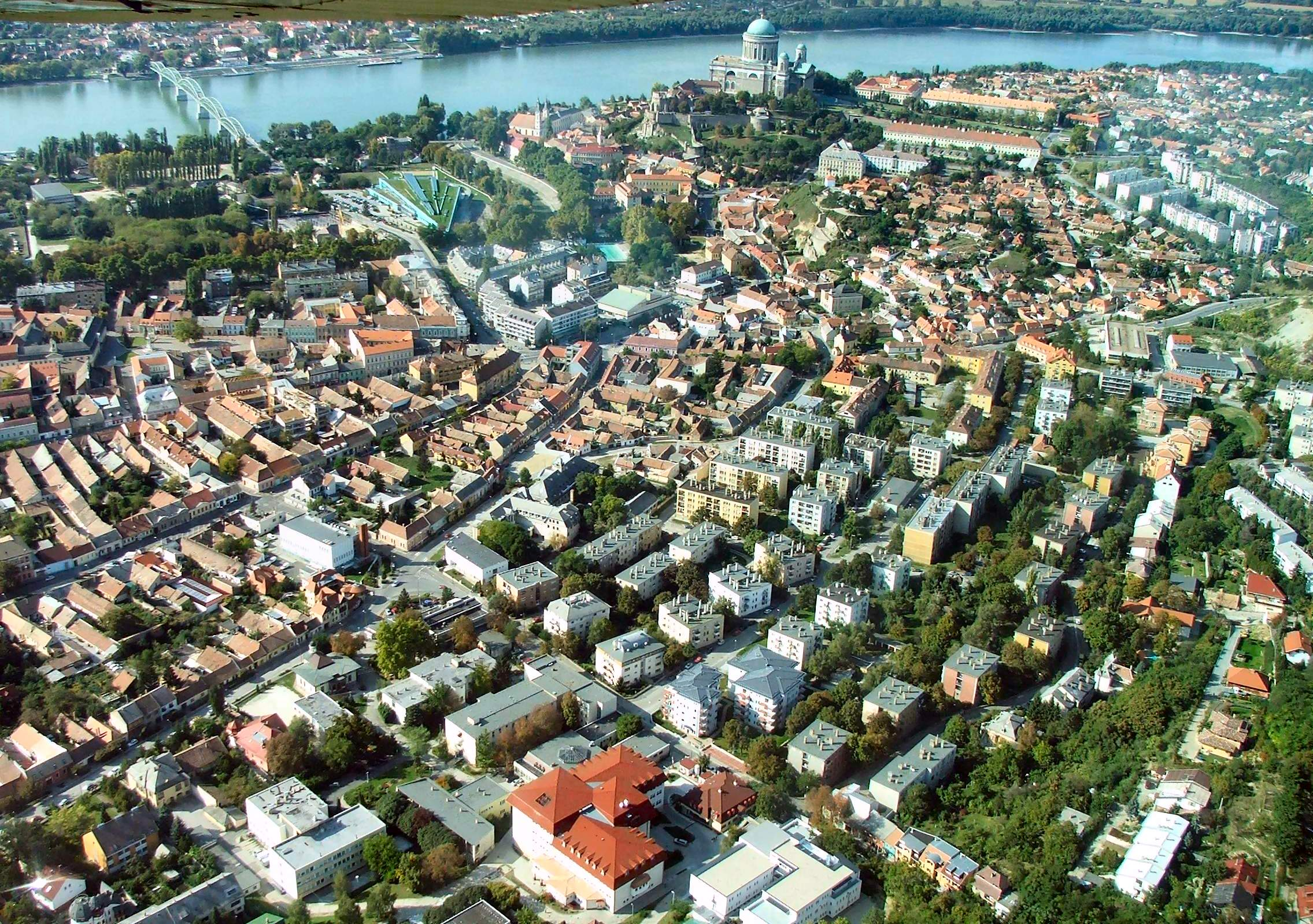
Foto des de l'aire
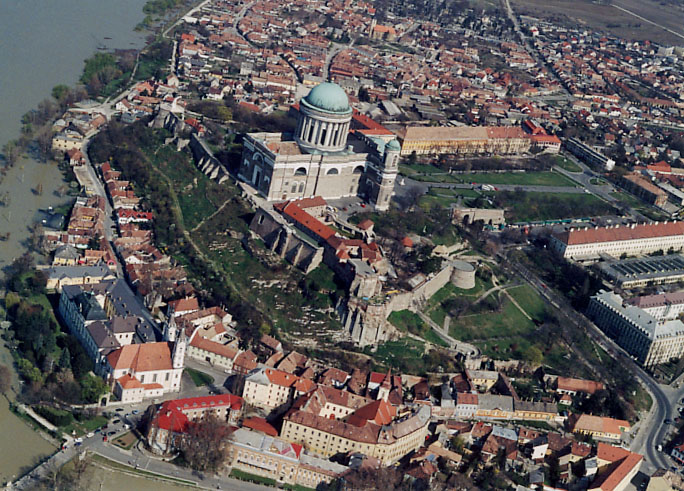
Vista